# Tobias Knost
Tobias-Mbunjiro Knost (* 8. Mai 2000 in Berlin) ist ein deutsch-kenianischer Fußballspieler, der beim SC Verl unter Vertrag steht.

## Karriere

### Im Verein

#### Anfänge in Berlin und Hamburg
Der gebürtige Berliner begann 2006 beim SV Adler Berlin mit dem Fußballspielen, ehe er über den LFC Berlin und Tennis Borussia Berlin 2014 in das Nachwuchsleistungszentrum des Hamburger SV wechselte. Nachdem Knost in der ersten Hälfte der Saison 2016/17 14-mal (ein Tor) für die B1-Junioren (U17) in der B-Junioren-Bundesliga zum Einsatz gekommen war, rückte er bereits in der zweiten Saisonhälfte zu den A-Junioren (U19) auf und kam bis zum Ende der Spielzeit zu 10 Einsätzen in der A-Junioren-Bundesliga. Zudem trainierte er einige Male unter Markus Gisdol in der Profimannschaft. In der Saison 2017/18 spielte Knost regulär in der U19 und kam zudem in Testspielen der Profimannschaft zum Einsatz. Im November 2017 verlängerte er seinen Vertrag bis zum 30. Juni 2020.
Zur Saison 2018/19 wandelte sich sein Vertrag in einen Profivertrag um, und Knost rückte in den Kader der Profimannschaft von Christian Titz auf, unter dem er bereits in der U17 gespielt hatte. Gleichzeitig stand Knost weiterhin im Kader der U19, für die er in dieser Spielzeit letztmals spielberechtigt war. Am 18. August 2018 debütierte er in einem Pflichtspiel der ersten Mannschaft, als er beim 5:3-Sieg gegen den Fünftligisten TuS Erndtebrück in der ersten Runde des DFB-Pokals zur zweiten Halbzeit eingewechselt wurde. Neben drei Einsätzen in der zweiten Mannschaft in der viertklassigen Regionalliga Nord kam Knost regelmäßig in der U19 zum Einsatz. Nachdem Hannes Wolf die Zweitligamannschaft Ende Oktober übernommen hatte, zählte er wieder fest zum Kader der U19, für die er in dieser Spielzeit 16-mal in der A-Junioren-Bundesliga zum Einsatz kam.
Zur Saison 2019/20 schaffte Knost nicht den Sprung zurück in den Profikader, sondern wurde fest in zweite Mannschaft integriert, da der neue Cheftrainer der Profis, Dieter Hecking, keine Verwendung für ihn hatte. Er kam unter dem Cheftrainer Hannes Drews in drei Regionalligaspielen als Einwechselspieler zum Einsatz, ehe die Spielzeit aufgrund der COVID-19-Pandemie ab dem März 2020 nach 22 Spielen abgebrochen wurde.
Obwohl sein Vertrag für die erste Mannschaft des HSV mit dem Saisonende ausgelaufen war, blieb Knost der zweiten Mannschaft in der Saison 2020/21 erhalten. Er kam auf sieben Einwechslungen, ehe der Spielbetrieb der Regionalliga Nord ab November 2020 eingestellt und nicht wieder aufgenommen wurde. Am Saisonende verließ der 21-Jährige den Verein, nachdem der Regionalliga-Vertrag ausgelaufen war.

#### Wechsel in die 3. Liga
Zur Saison 2021/22 wechselte Knost zum Drittligisten 1. FC Magdeburg, bei dem er auf seinen früheren Trainer Christian Titz traf. Er konnte sich jedoch nicht als Stammkraft etablieren und wurde 14-mal in der Liga eingesetzt, wobei 10-mal in der Startelf stand. Die Magdeburger wurden Drittligameister und stiegen in die 2. Bundesliga auf. Zudem steuerte Knost zwei Einsätze zum Gewinn des Sachsen-Anhalt-Pokals bei, womit man sich für den DFB-Pokal qualifizierte. Anschließend verließ der 22-Jährige den Verein mit Vertragsende.
Knost verblieb in der Folge in der 3. Liga und schloss sich zur Saison 2022/23 dem SC Verl an. Nach einem zum Saisonbeginn erlittenen Muskelfaserriss wurde er von Trainer Michél Kniat 22 Mal eingesetzt – meist auf seiner Stammposition als rechter Außenverteidiger, ersatzweise auch in der linken Außenverteidigung – und erreichte fünf Scorerpunkte.

### Nationalmannschaften
Aufgrund seines deutschen Vaters und seiner kenianischen Mutter ist Knost für den DFB und den kenianischen Fußballverband spielberechtigt. Im Dezember 2017 spielte er zweimal für die deutsche U18-Nationalmannschaft. Für die Qualifikationsspiele zur Weltmeisterschaft 2026 im Juni 2024 wurde Knost von Engin Fırat erstmals in die kenianische Nationalmannschaft berufen, stand aber bei den Spielen nicht im Aufgebot.

## Erfolge
- Meister der 3. Liga und Aufstieg in die 2. Bundesliga: 2022
- Sachsen-Anhalt-Pokal-Sieger: 2022